# Deronectes elburs
Deronectes elburs là một loài bọ cánh cứng trong họ Bọ nước. Loài này được Fery, Erman & Hosseinie miêu tả khoa học năm 2001.